# Ordre des mots
En syntaxe, l’ordre des mots se réfère premièrement à la succession de ces unités dans le syntagme et des syntagmes dans la phrase simple, ainsi que dans la proposition faisant partie d’une phrase complexe,,. Dans un sens plus large, il concerne aussi l’ordre des propositions dans la phrase complexe. Certains auteurs mentionnent que, s’agissant de mots à fonction syntaxique, la question de leur ordre regarde non seulement la façon dont ils se succèdent, mais aussi la position plus ou moins éloignée des uns par rapport aux autres, l’ordre des mots ayant par conséquent une composante succession et une composante proximité/éloignement,.
L’ordre des mots dépend de plusieurs facteurs. Il existe un ordre objectif, neutre, qui dépend des caractéristiques de la structure grammaticale d’une langue donnée, pouvant être appelée ordre grammatical ou canonique. Il y a aussi un ordre dépendant du rôle de thème, respectivement de rhème qui revient aux parties d’une phrase, cet ordre pouvant être appelé pragmatique. Enfin, il existe aussi un ordre subjectif, dépendant de la charge affective pour le locuteur de l’une ou de l’autre des parties de la phrase, que l’on peut l’appeler psychologique. L’ordre psychologique va toujours de pair avec la mise en relief de la partie de phrase concernée, ce qui peut être le cas de l’ordre pragmatique également.

## Ordre grammatical
Selon la langue en question, l’ordre grammatical peut être plus ou moins libre. Il n’y a pas de langues à ordre totalement libre, ni langues à ordre totalement fixe à tous les niveaux : syntagme, phrase simple ou proposition, phrase complexe. Autrement dit, dans toute langue il y a des cas où l’ordre est totalement fixe, et d’autres où il est relativement libre. En général, les langues dans lesquelles les rapports syntaxiques sont exprimés principalement par des affixes ajoutés aux parties du discours nominales, c’est-à-dire dans les langues flexionnelles à déclinaisons et dans les langues agglutinantes, l’ordre est plus libre que dans celles qui ne présentent pas cette caractéristique, exprimant les rapports syntaxiques principalement par l’ordre des mots. En latin, par exemple, langue à déclinaisons, les phrases Agnum est lupus et Lupus est agnum ont le même sens grammatical, « Le loup mange l’agneau », le sujet et le complément d’objet direct étant marqués par des désinences distinctes. Par contre, en français, langue sans déclinaisons, seul Le loup mange l’agneau a ce sens. En anglais aussi, qui n’a pas non plus de déclinaisons, c’est l’ordre des mots qui exprime les fonctions syntaxiques dans une phrase canonique : Philip sees Caroline « Philip voit Caroline » n’est pas égale à Caroline sees Philip « Caroline voit Philip ».
Le degré de liberté de l’ordre des mots est également en rapport avec la présence ou l’absence de l’accord. Par exemple, en hongrois, où l’épithète ne s’accorde pas avec le nom qu’il détermine, la place de la première est toujours devant le nom, mais en latin, langue où entre les deux termes il y a accord en genre, en nombre et en cas, leur ordre est libre.
La composante succession de l’ordre des mots canonique peut être très différente d’une langue à une autre. Exemple de syntagme nominal à plus de deux termes en anglais et en peul :
| anglais : | one      | big     | red    | ball   |
|           | un       | gros    | rouge  | ballon |
| peul :    | balloŋre | woɗeere | mawnde | woore  |
|           | ballon   | rouge   | gros   | un     |

Les mots des deux syntagmes se correspondent exactement, les deux ont le même sens, mais les mots se succèdent dans l’ordre exactement opposé. Cependant, il y a des ressemblances entre les deux syntagmes quant à la proximité/l’éloignement des termes les uns par rapport aux autres : le mot signifiant « rouge » est plus près de celui signifiant « ballon » que le mot signifiant « gros », et les mots signifiant « rouge » et « gros » sont plus près du mot signifiant « ballon » que le mot signifiant « un ». Par conséquent, la composante proximité/éloignement est moins sujette aux variations d’une langue à une autre que la composante succession.
Dans les phrases complexes à subordonnée(s), l’ordre des propositions peut être libre ou fixe. Par exemple, en français, la proposition subordonnée circonstancielle causale introduite par la conjonction comme est toujours antéposée par rapport à la principale : Comme il y avait de la neige, nous avons pu skier. Par contre, le même type de subordonnée, avec la conjonction puisque, peut être antéposée ou postposée : Puisque tu ne veux pas venir, j’irai tout seul, Je ne peux pas venir, puisque j’ai mon cours de conduite.

### Ordre des mots et typologie linguistique
L’ordre des mots joue un rôle dans la typologie syntaxique des langues de plusieurs points de vue, dont l’un est la place du sujet, du verbe et du complément d’objet direct l’un par rapport à l’autre dans une phrase canonique, c’est-à-dire simple, énonciative, au sujet et au COD exprimés par un nom, qui ne contient que ces trois termes, dans laquelle on n’attribue le rôle de thème et de rhème à aucun d’entre eux et on n’en met aucun en relief. On désigne ainsi six types de langues, par les sigles des mots anglais subject, verb et object : SOV, SVO, VSO, VOS, OVS et OSV.
Il y a diverses études concernant l’inclusion des langues dans ces types et le classement des types selon le nombre de langues qu’ils comprennent.
D’une étude réalisée sur 1377 langues, il ressort le classement ci-dessous :
| Type de langue      | Nombre de langues | Exemples de langues |
| ------------------- | ----------------- | ------------------- |
| SOV                 | 565               | japonais, turc      |
| SVO                 | 488               | anglais, français   |
| VSO                 | 95                | irlandais, maori    |
| VOS                 | 25                | nias                |
| OVS                 | 11                | hixkaryana          |
| OSV                 | 4                 | nadëb               |
| Sans ordre dominant | 189               |                     |

Il est à remarquer que dans la plupart des langues, le sujet occupe la première place.

## Ordre pragmatique
Une phrase canonique, neutre, l’est aussi du point de vue pragmatique. Dans une telle phrase, on ne fait aucun effort pour attribuer les rôles de thème et de rhème à ses parties, et on n’en met aucune en relief. Du moins dans certaines langues, dans une telle phrase, le thème occupe la première place, étant d’ordinaire le sujet (y compris les termes qui constituent son syntagme, si c’est le cas), et le rhème est tout le reste de la phrase situé après le thème. Exemples :
- (fr) : Pierre aime Marie[10] ;
- (en) : Philip sees Caroline « Philip voit Caroline » ;
- (cnr) : Komšija prodaje kuću « Le voisin vend une maison »[11] ;
- (hu) : Mária szereti az anyját « Mária aime sa mère »[12].

La phrase vue en tant qu’énoncé, c’est-à-dire dans une situation de communication donnée, n’est pas toujours canonique. C’est le locuteur ou le scripteur qui attribue les rôles de thème et de rhème en fonction de ses intentions de communication.
L’ordre peut être dans ce cas aussi thème + rhème, mais le thème ne correspond plus au sujet. C’est une autre partie de la phrase qui est thématisée et éventuellement mise en relief. Une telle phrase est souvent une réponse complète à une question, où le locuteur thématise ce qui était le rhème dans la question, bien que dans un dialogue on évite d’ordinaire sa répétition. La thématisation peut se faire par simple déplacement de la partie de phrase en cause par rapport à sa position canonique ou par déplacement associé à l’emploi de mots supplémentaires. Dans les deux cas, le mot noyau de cette partie porte l’accent le plus fort de tous les mots de la phrase. Dans certaines langues, comme le roumain ou le hongrois, c’est le premier procédé qui est le plus fréquent, dans d’autres, tel le français, c’est le second. Dans ce qui suit, on présente seulement des exemples de simple changement de l’ordre des mots.
- (fr) Elles parlèrent de la chère femme, interminablement [...] (Zola, L’Assommoir)[13] ;

Grâce à toi, notre avenir est assuré ;
Ont été reçus Pierre, Paul et Marie (réponse possible à Qui a été reçu ?) ;
De cet auteur, nous ne savons rien (réponse possible à Que savez-vous de cet auteur ?) ;
Demain, je vais à la poste (réponse possible à Que fais-tu demain ?) ;
De cette brouille, je n’ai jamais su les motifs exacts.
- (en)[16] The money John gave to Peter yesterday « L’argent, John l’a donné à Peter hier » (réponse possible à « Qu’est devenu l’argent ? ») ;

To Peter John gave the money (yesterday) « À Peter, John lui a donné l’argent (hier) » (réponse possible à « Qu’est-ce John a donné à Peter ? ») ;
Yesterday John gave the money to Peter « Hier, John a donné l’argent à Peter » (réponse possible à « Que disais-tu qu’il était arrivé hier ? ») ;
- (hu)[12] Szereti Mária az anyját « Elle aime sa mère, Mária » ;

Mária az anyját szereti « C’est sa mère que Mária aime ».
L’ordre peut aussi être rhème + thème, par exemple dans des réponses, le thème étant d’ordinaire omis pour éviter la répétition de son contenu. Cela aussi peut se faire par mise en relief de la partie en question en tête de phrase, sans mots supplémentaires dans certaines langues, si la phrase est complète. Exemples en hongrois :
| – Kivel találkoztál ma reggel a villamoson? « Qui as-tu rencontré ce matin dans le tram ? » | – Az anyósoddal (találkoztam ma reggel a villamoson) « (C’est) ta belle-mère (que j’ai rencontrée ce matin dans le tram) » ; |
| – Mikor találkoztál az anyósommal? « Quand as-tu rencontré ma belle-mère ? »                | – Ma reggel (találkoztam az anyósoddal a villamoson) « (C’est) ce matin (que j’ai rencontré ta belle-mère dans le tram) » ;  |
| – Hol találkoztál az anyósommal? « Où as-tu rencontré ma belle-mère ? »                     | – A villamoson (találkoztam ma reggel az anyósoddal) « (C’est) dans le tram (que j’ai rencontré ta belle-mère ce matin) ».   |

## Ordre psychologique
La mise en relief par changement de l’ordre des mots par rapport à l’ordre canonique a souvent une raison affective.
Un exemple à cet égard est, dans certaines langues, le placement avant le nom qu’il détermine, de l’épithète qui, dans un syntagme neutre, se trouve normalement après le nom. Exemples :
- (fr) On nous a servi un excellent repas vs. On nous a servi un repas excellent[18] ;
- (ro) minunatul discurs « le merveilleux discours » vs. discursul minunat « le discours merveilleux »[19].

Le changement de place de l’attribut peut avoir la même raison :
- (fr) Amères sont les larmes qu’on verse à vingt ans (Green, Journal)[20] ;
- (ro) E frumoasă marea « Elle est belle, la mer »[21].

## Sources bibliographiques
- (ro) Avram, Mioara, Gramatica pentru toți [« Grammaire pour tous »], Bucarest, Humanitas, 1997  (ISBN 973-28-0769-5)
- (ro) Bărbuță, Ion et alii, Gramatica uzuală a limbii române [« Grammaire usuelle du roumain »], Chișinău, Litera, 2000  (ISBN 9975-74-295-5) (consulté le 8 juin 2018)
- (en) Bussmann, Hadumod (dir.), Dictionary of Language and Linguistics [« Dictionnaire de la langue et de la linguistique »], Londres – New York, Routledge, 1998  (ISBN 0-203-98005-0) (consulté le 8 juin 2018)
- (cnr) Čirgić, Adnan ; Pranjković, Ivo ; Silić, Josip, Gramatika crnogorskoga jezika [« Grammaire du monténégrin »], Podgorica, Ministère de l’Enseignement et des Sciences du Monténégro, 2010  (ISBN 978-9940-9052-6-2) (consulté le 8 juin 2018)
- (ro) Constantinescu-Dobridor, Gheorghe, Dicționar de termeni lingvistici [« Dictionnaire de termes linguistiques »], Bucarest, Teora, 1998 ; en ligne : Dexonline (DTL) (consulté le 8 juin 2018)
- (en) Crystal, David, A Dictionary of Linguistics and Phonetics [« Dictionnaire de linguistique et de phonétique »], 4e édition, Blackwell Publishing, 2008  (ISBN 978-1-4051-5296-9) (consulté le 10 novembre 2018)
- (en) Dryer, Matthew S., « Order of Subject, Object and Verb », Dryer, Matthew S. et Haspelmath, Martin (dir.), The World Atlas of Language Structures Online [« Atlas mondial des structures de langue en ligne »] (WALS), Leipzig, Max Planck Institute for Evolutionary Anthropology, 2013
- Dubois, Jean et al., Dictionnaire de linguistique, Paris, Larousse-Bordas/VUEF, 2002
- (en) Eifring, Halvor et Theil, Rolf, Linguistics for Students of Asian and African Languages [« Linguistique pour les étudiants en langues asiatiques et africaines »], Université d’Oslo, 2005 (consulté le 8 juin 2018)
- (ro) Forăscu, Narcisa, Dificultăți gramaticale ale limbii române [« Difficultés grammaticales du roumain »], eBooks – Sciences humaines – Lettres, Université de Bucarest, 2002 (consulté le 8 juin 2018)
- Grevisse, Maurice et Goosse, André, Le bon usage. Grammaire française, 14e édition, Bruxelles, De Boeck Université, 2007  (ISBN 978-2-8011-1404-9)
- (hu) Kálmán, László et Trón, Viktor, Bevezetés a nyelvtudományba [« Introduction à la linguistique »], 2de édition, augmentée, Budapest, Tinta, 2007  (ISBN 978-963-7094-65-1) (consulté le 8 juin 2018)
- Kalmbach, Jean-Michel, La grammaire du français langue étrangère pour étudiants finnophones, version 1.5., Universitaté de Jyväskylä (Finlande), 2017  (ISBN 978-951-39-4260-1) (consulté le 8 juin 2018)
- (en) Rounds, Carol, Hungarian: an Essential Grammar [« Grammaire fondamentale du hongrois »], Londres / New York, Routledge, 2001  (ISBN 0-203-46519-9) (consulté le 27 mars 2018)
- (hu + en) Szita, Szilvia et Görbe, Tamás, Gyakorló magyar nyelvtan. A Practical Hungarian Grammar [« Grammaire pratique du hongrois »], Budapest, Akadémiai Kiadó, 2010  (ISBN 978-963-05-8933-8)
- Wyler, Gabriel, Manuel de la grammaire française, dernière mise à jour 25 juillet 2016 (consulté le 8 juin 2018)